# レイア・ラタヒリー
レイア・ラタヒリー（Léïa Ratahiry、2002年9月27日 - ）は、フランスの女子バレーボール選手。ポジションはアウトサイドヒッター。フランス代表。

## 来歴
- クラブチーム

サン＝マルタン＝デール出身。2018年、France Avenir 2024へ入団。4年間プレーした。2022年6月、ネプチューン・ナントへの移籍が発表され、2022/23シーズンのフランス国内リーグで5位、フランスカップで3位となった。2023年11月の試合にて左膝の負傷のためリーグを欠場することを余儀なくされたが、2024年10月の試合で怪我から復帰を果たした。
- 代表チーム

アンダーカテゴリーの代表として2020年のU-19欧州選手権に出場し4位となった。2021年、シニア代表に初選出され、同年のヨーロッパゴールデンリーグでデビュー。同年9月の欧州選手権に出場し7位となった。2022年、ヨーロッパゴールデンリーグでは金メダルを獲得した。同年7月のチャレンジャーカップに出場した。

## 球歴
- 欧州選手権 - 2021年
- チャレンジャーカップ - 2022年

## 所属クラブ
- France Avenir 2024（2018-2022年）
- ネプチューン・デ・ナント（2022-）